# 伊比拉蘇
19°49′55″S 40°22′12″W / 19.83194°S 40.37000°W

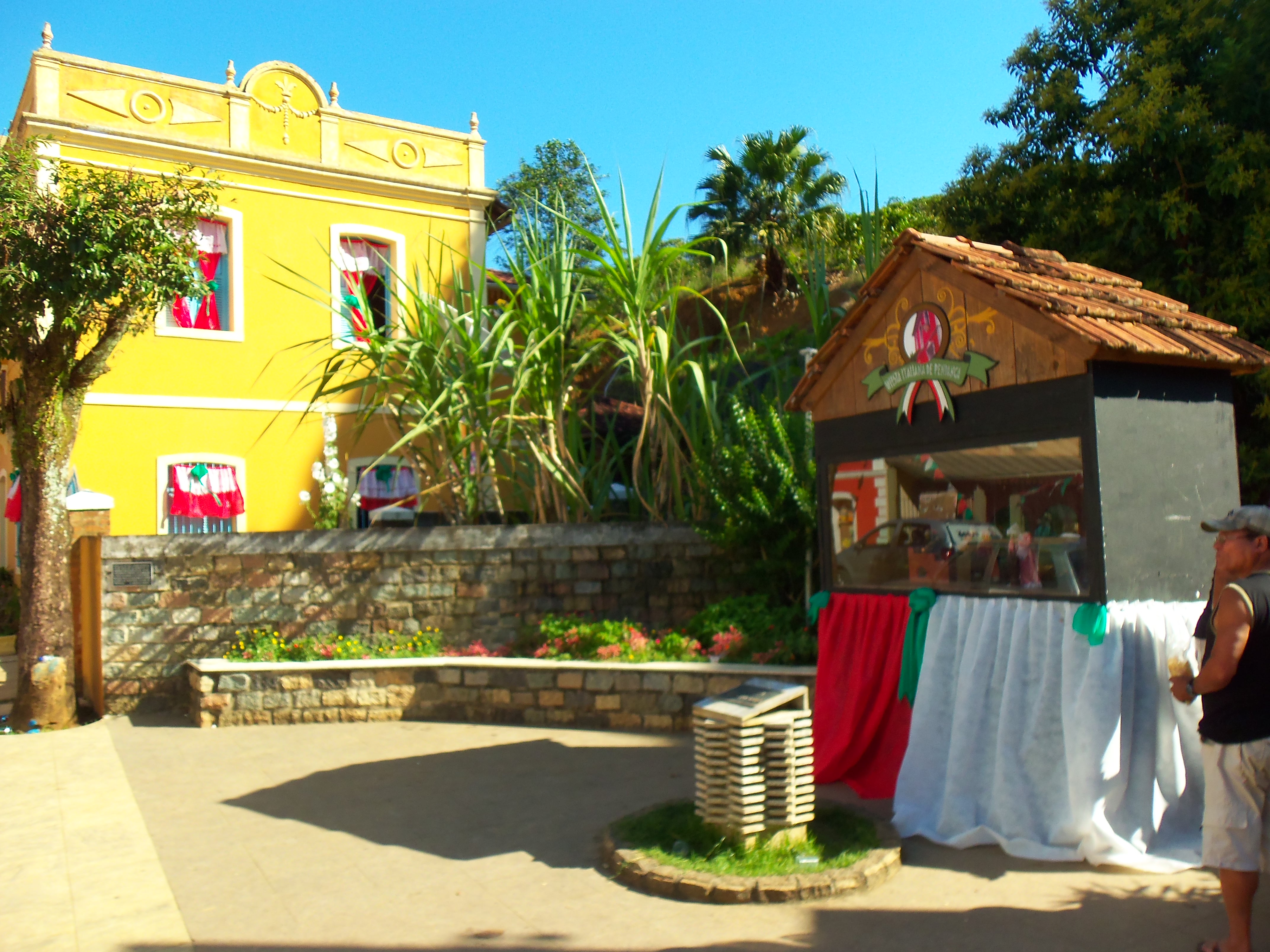
伊比拉蘇

伊比拉蘇（葡萄牙語：Ibiraçu），是巴西的城鎮，位於該國東南部，由聖埃斯皮里圖州負責管轄，始建於1891年9月11日，面積201平方公里，海拔高度50米，2010年人口11,178，人口密度每平方公里55.54人。